# Pliocercus elapoides
Pliocercus elapoides — вид змій родини полозових (Colubridae). Мешкає в Мексиці і Центральній Америці.

## Підвиди
Виділяють чотири підвиди:
- Pliocercus elapoides aequalis Salvin, 1861;
- Pliocercus elapoides diastema Bocourt, 1886);
- Pliocercus elapoides elapoides Cope, 1860;
- Pliocercus elapoides occidentalis Smith & Landy, 1965.

## Поширення і екологія
Pliocercus elapoides мешкають на атлантичних схилах Мексики на південь від Тамауліпаса та на тихоокеанських схилах на південь від Оахаки, на півострові Юкатан, а також в Гватемалі, Белізі, Гондурасі і Сальвадорі. Вони живуть у вологих і сухих тропічних лісах та на узліссях. Зустрічаються на висоті до 2000 м над рівнем моря. Ведуть нічний, напівриючий спосіб життя. Відкладають яйця.